# Jan van Hout (cyclisme)
Pour les articles homonymes, voir Van Hout.
Ne pas confondre avec le poète Jan van Hout.
Jan van Hout, né le 17 octobre 1908 à Fauquemont-sur-Gueule et mort le 22 février 1945 au camp de concentration de Neuengamme, est un cycliste néerlandais — notamment détenteur du record de l'heure cycliste le 25 août 1933 — ainsi qu'un résistant au nazisme.